# Vítkovice (okres Semily)
Obec Vítkovice (německy Witkowitz) se nachází v okrese Semily, v Libereckém kraji. Leží v Krkonoších podél údolí řeky Jizerky. Žije zde 372 obyvatel.

## Historie
První písemná zmínka o obci pochází z roku 1606. V 1. polovině 17. století zde pracovala sklářská huť patřící huťmistrovskému rodu Preisslerů.
V letech 1938–1945 patřily převážně německojazyčné Vítkovice k nacistickému Německu. Po druhé světové válce zde došlo k vysídlení původního německého obyvatelstva a došlo ke kompletní výměně obyvatel. Od té doby zdejší horské boudy slouží převážně k rekreačním účelům.
5. dubna 2017 byly obci uděleny znak a vlajka.
Významnějším průmyslovým objektem je textilka SEBA v jižní části území obce.

## Území a poloha

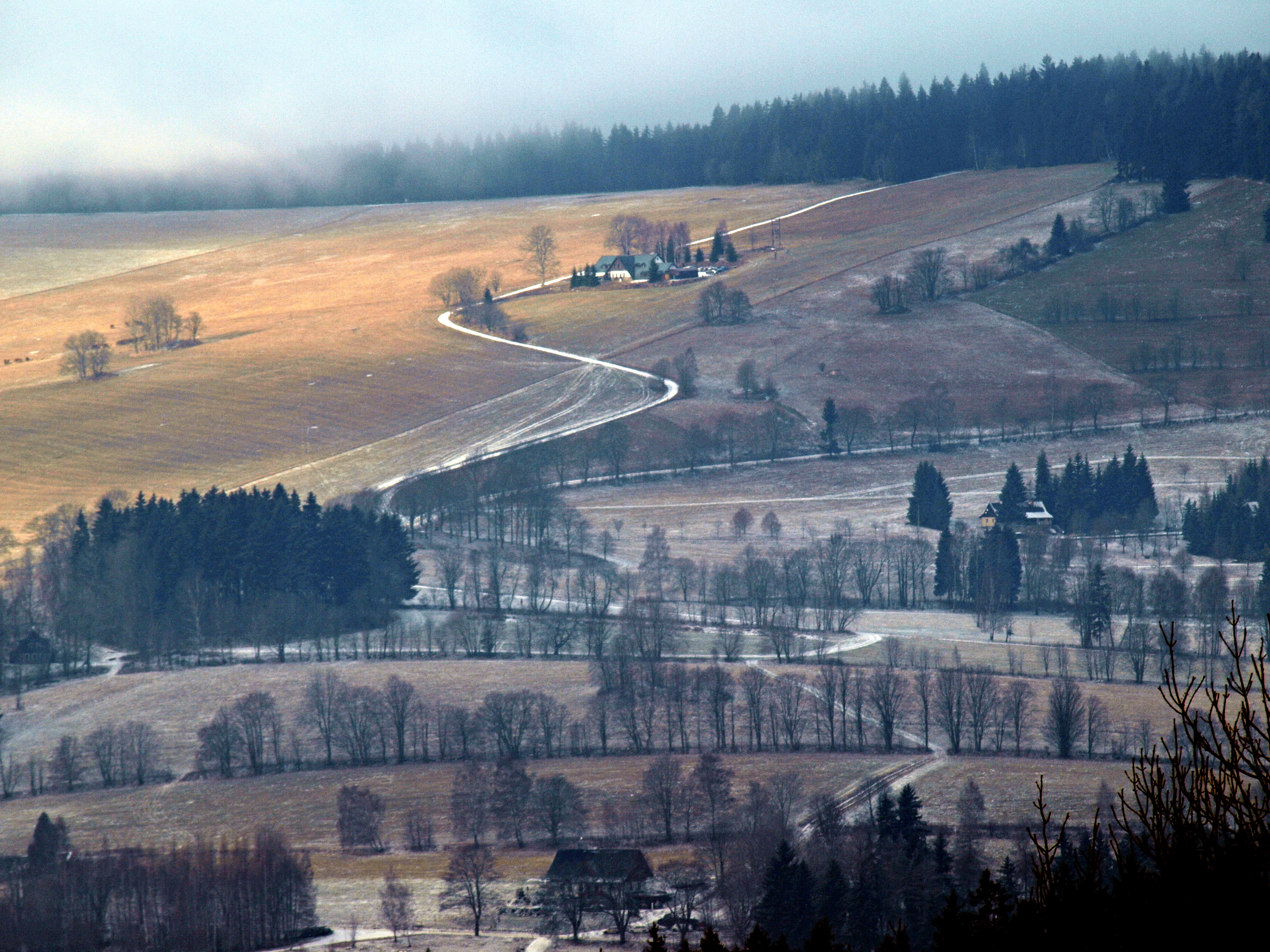
Stráň v horní části obce

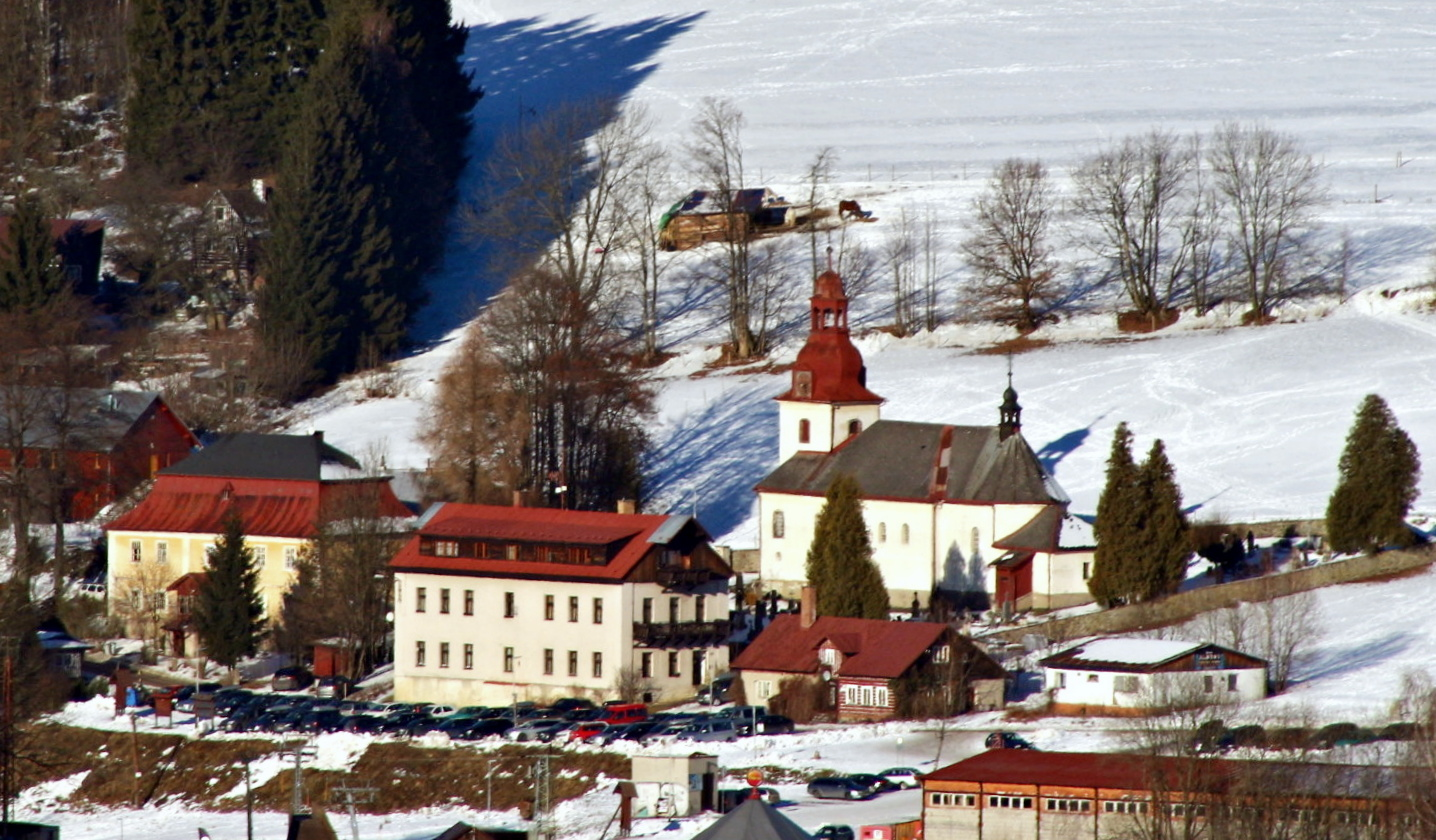
Kostel svatých Petra a Pavla

Obec je tvořena jedním katastrálním územím (Vítkovice v Krkonoších) a nečlení se na místní části. Vlastní vesnice Vítkovice leží při silnici II/294 v jihozápadní části katastrálního území, její západní část nese název Horní Vítkovice, další lokality (většinou osady s rozptýleným osídlením) nesou názvy Levínek, Zákoutí, Janova Hora, Mevaldův Vrch, Skelné Hutě, Třídomí, Dolní Mísečky a Horní Mísečky. Do území obce spadá i silnice pokračující z Horních Míseček k Vrbatově boudě.
Katastrální území obce sousedí na západě s územími měst Rokytnice nad Jizerou (k. ú. Rokytno v Krkonoších a Františkov v Krkonoších) a Jablonec nad Jizerou (k. ú. Horní Dušnice), na jihu s územími obcí Jestřabí v Krkonoších (k. ú. Jestřabí v Krkonoších, Roudnice v Krkonoších a Křížlice) a Benecko (k. ú. Horní Štěpanice a Benecko), na východě s územími měst Vrchlabí (k. ú. Hořejší Vrchlabí) a Špindlerův Mlýn (k. ú. Labská a Bedřichov v Krkonoších).
Do území obce spadají i významné části Krkonoš. Severní výběžek území obce obsahuje vrch Kotel (1435 m n. m.) a Kotelské jámy, Vrbatova bouda a Harrachovy kameny. Z této oblasti stéká k jihu do Dolních Míseček Kotelský potok. Západně od údolí Kotelského potoka se táhne Kozelský hřeben. Západně od Kozelského hřebenu vede od severu k jihu údolí Kozelského potoka, stékajícího od Dvoraček (ty však leží již na území Rokytna). Západní hranice obce vede po Vlčím hřebeni a přes Braunův kopec a Mevaldův kopec až k vrchu Kobyla (897 m n. m.) nad Stromkovicemi a Jestřabím. Jižně od vsi Vítkovice protéká od západu k východu Vítkovický potok. Hřeben, po kterém prochází východní hranice území obce, zahrnuje vrch Šeřín (1035 m n. m.) (od něj k údolí Jizerky vybíhá hřeben Janova hora a po její severní straně teče potok Černý ručej), Černá skála (1041 m n. m.), Mechovinec (1081 m n. m.) a Kozlí hřbet (1034 m n. m.) (od sedla mezi nimi stéká do Jizerky Kozlí strouha).

## Doprava
Dopravní spojení má obec po silnici II/294 na severozápad do Rokytnice nad Jizerou (s odbočnou silnicí z Horních Vítkovic na jih přes Jestřabí v Krkonoších do Poniklé) a po silnici II/286, souběžné s říčkou Jizerkou, po severojižní délce obce a na jih do Jilemnice.
Do Horních Míseček jezdí řada autobusových linek včetně dálkových linek z Prahy. Většina linek jezdí v trase silnice II/286. Převažujícím dopravcem je ČSAD Semily a. s.
Na území obce se nachází tyto autobusové zastávky:
- Vítkovice, kostel (na silnici 294 od Rokytnice; v oblasti Horních Vítkovic žádná zastávka není)
- Vítkovice, SEBA (silnice 286)
- Vítkovice, ObÚ (silnice 286)
- Vítkovice, škola (silnice 286)
- Vítkovice, hotel Praha (křižovatka silnic 286 a 294)
- Vítkovice, U Zajíců (silnice 286)
- Vítkovice, myslivna (silnice 286)
- Vítkovice, hotel Skála (silnice 286)
- Vítkovice, Dolní Mísečky (silnice 286)
- Vítkovice, Horní Mísečky (u konce silnice 286)
- Vítkovice, Zlaté návrší (jen rekreační doprava mimo zimní sezónu, za speciální jízdné)

Úsek od zastávky SEBA k zastávce Horní Mísečky má 11 tarifních kilometrů, rekreační úsek na Zlaté návrší dalších 5 kilometrů.

## Pamětihodnosti
- Kostel svatých Petra a Pavla
- Socha svatého Jana Nepomuckého uprostřed vsi

## Lyžařská střediska
Tři lyžařské vleky se nacházejí jižně od vlastní vsi Vítkovice. Další dva vleky jsou v oblasti Janovy Hory. Jeden vlek je v Dolních Mísečkách. Asi tři kratší vleky jsou v Horních Mísečkách. Delší vlek od Horních Míseček na Medvědín leží však již celý na území města Špindlerův Mlýn.

## Galerie

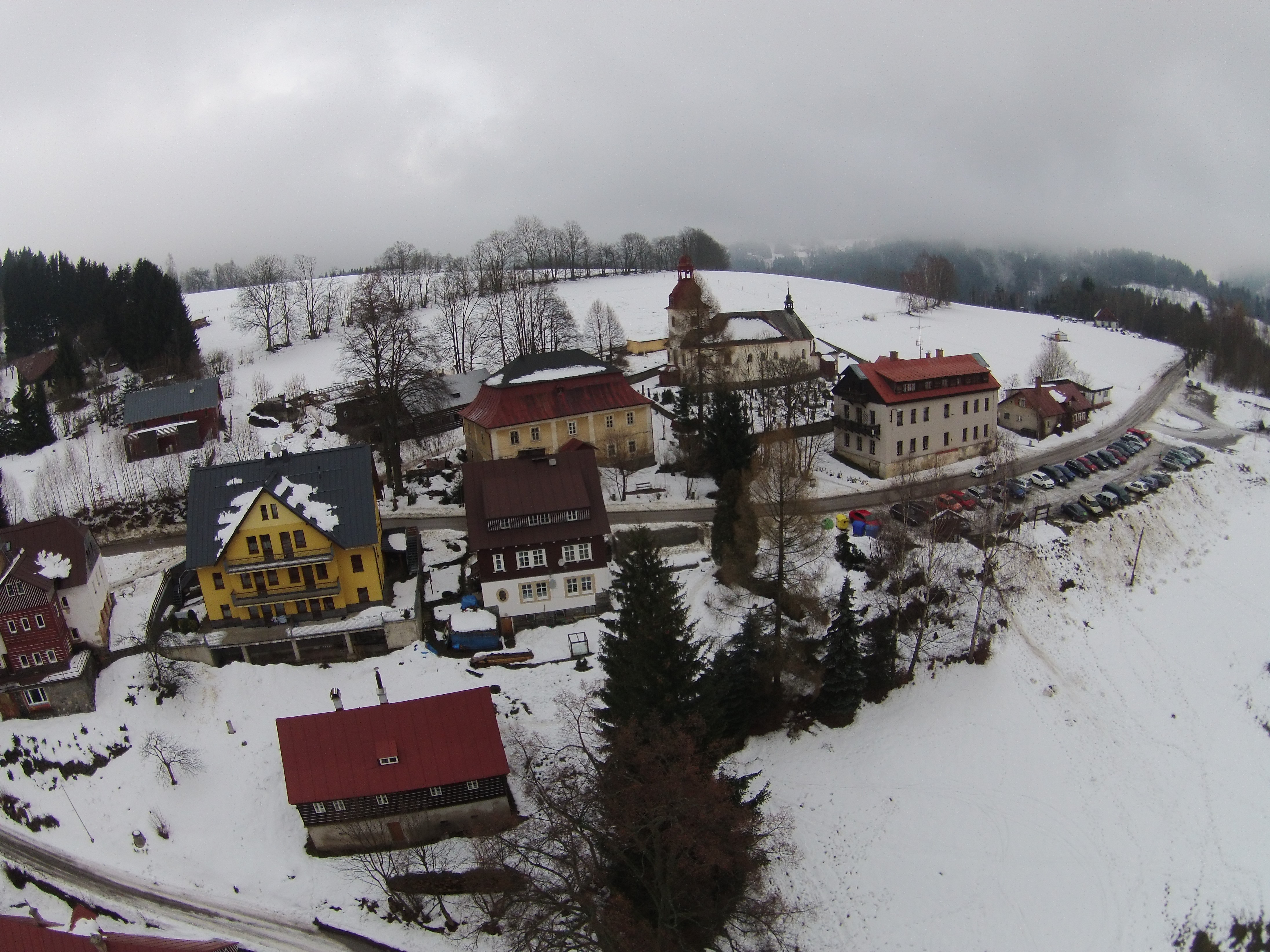
Centrum vsi z ptačí perspektivy
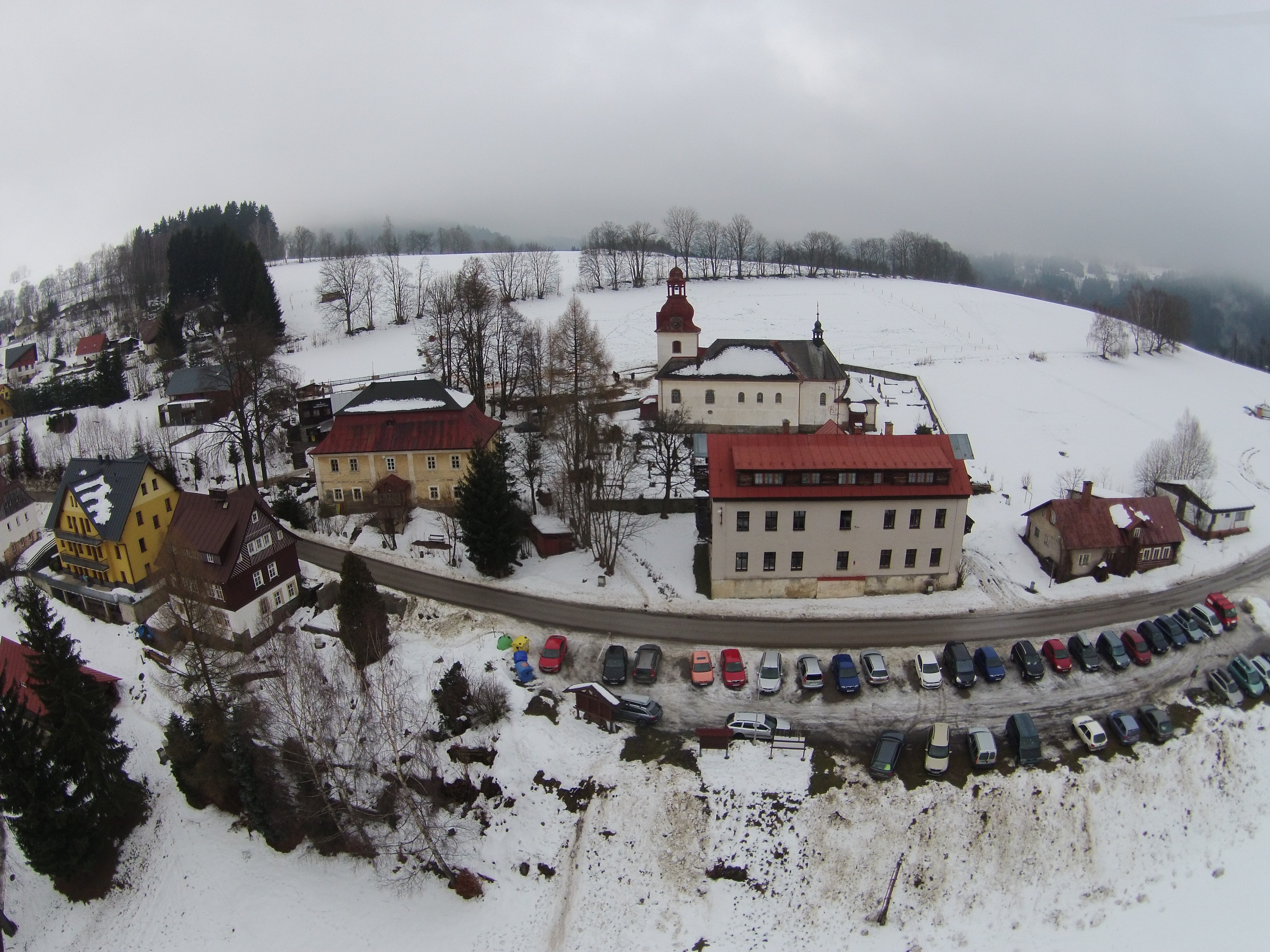
Kostel
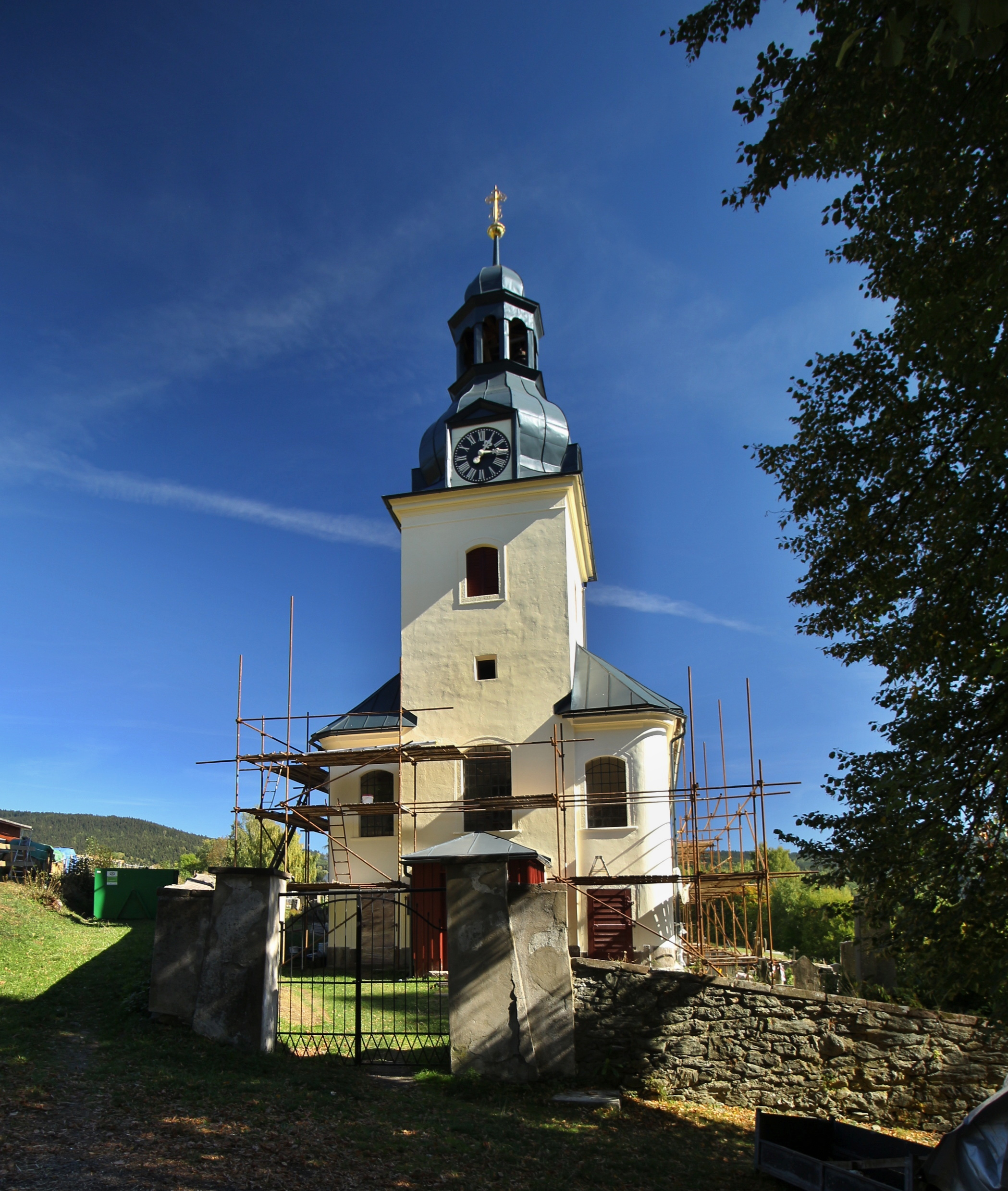
Kostel svatých Petra a Pavla
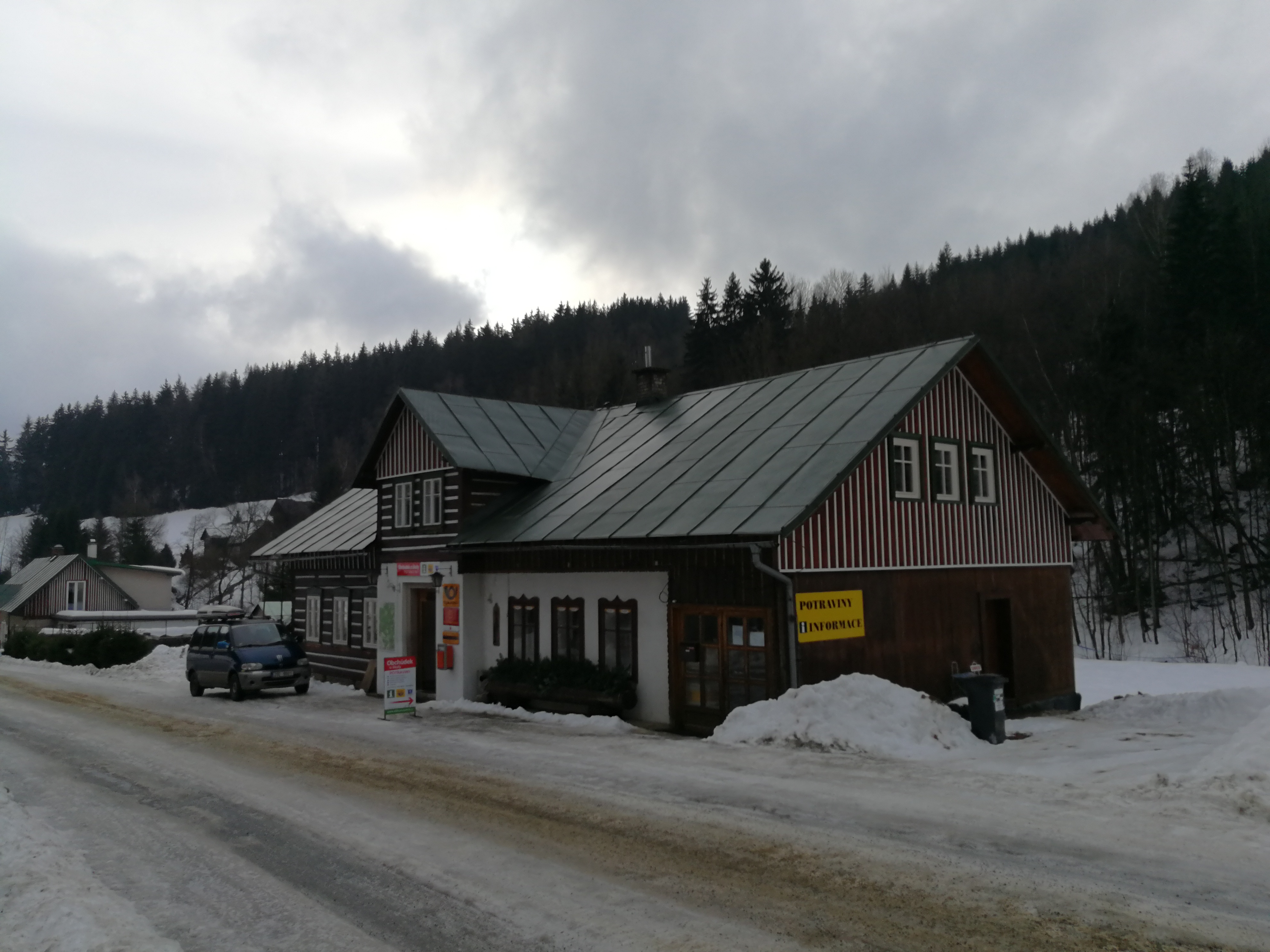
Potraviny
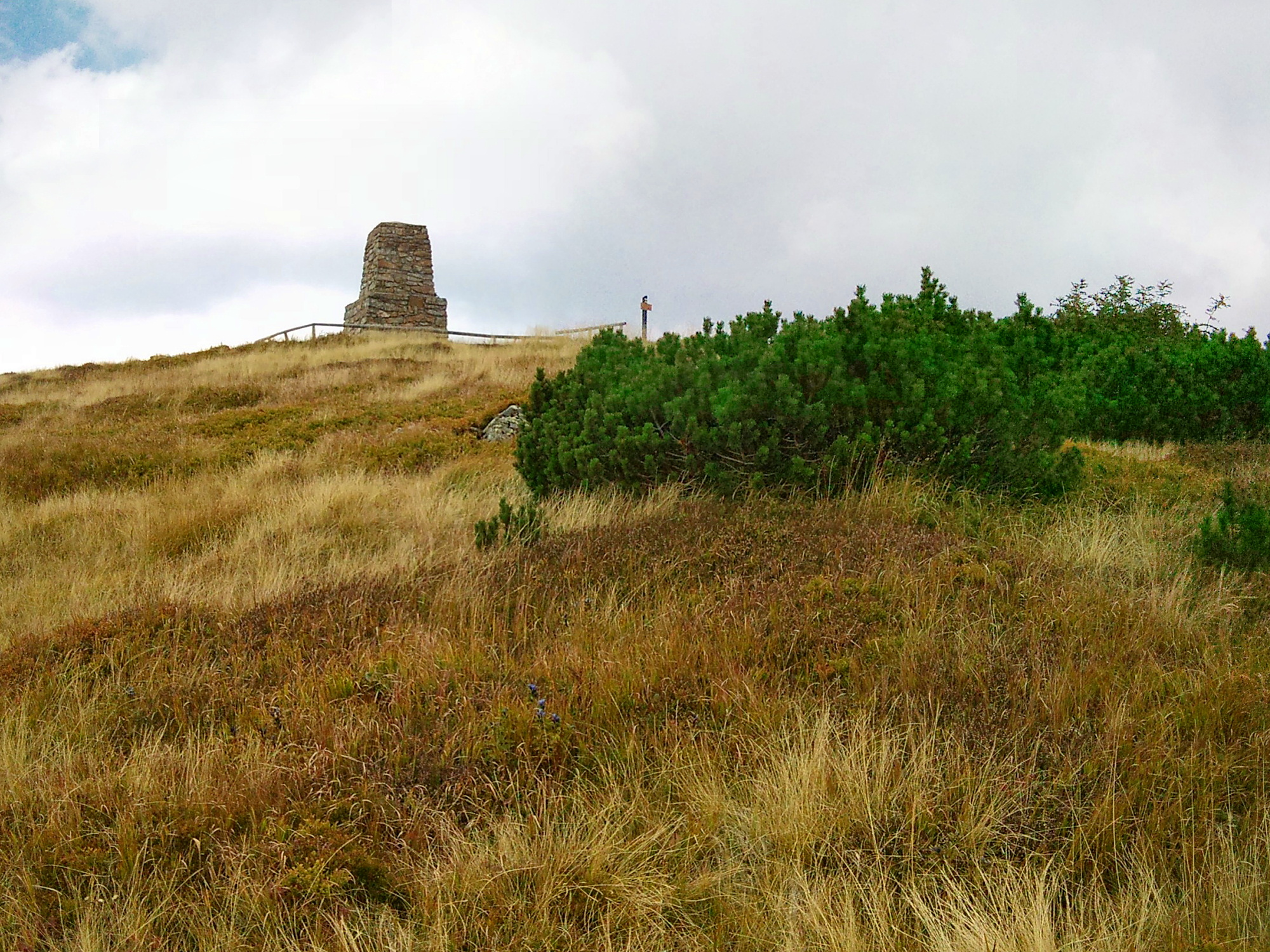
Vrbatovo návrší